# Copa de Naciones de Futsal de la OFC 2023
La Copa de Naciones de Futsal de la OFC 2023 (anteriormente llamado Campeonato de Futsal de la OFC) fue la décima cuarta edición de dicho torneo.
Se llevó a cabo en Nueva Zelanda del 1 al 7 de octubre de 2023.

## Participantes
Ocho de los 11 equipos de la OFC afiliados a la FIFA participaron en el torneo.
| Equipo                    | Participaciones | Mejor campaña                                |
| ------------------------- | --------------- | -------------------------------------------- |
| Nueva Zelanda (anfitrión) | 12.º            | Campeón (2022)                               |
| Fiyi                      | 10.º            | Subcampeón (2000, 2009, 2010)                |
| Nueva Caledonia           | 9.º             | Subcampeón (2014)                            |
| Samoa                     | 4.º             | 4.º (1996)                                   |
| Islas Salomón             | 10.º            | Campeón (2008, 2009, 2010, 2011, 2016, 2019) |
| Tahití                    | 8.º             | Subcampeón (2008, 2011)                      |
| Tonga                     | 2.º             | 8.º (2019, 2022)                             |
| Vanuatu                   | 13.º            | Subcampeón (1992, 1996)                      |

No entraron
- Samoa Americana
- Islas Cook
- Papúa Nueva Guinea

## Fase de grupos

### Grupo A
| Pos. | Equipo            | Pts. | PJ | G | E | P | GF | GC | Dif. | Clasificación        |
| ---- | ----------------- | ---- | -- | - | - | - | -- | -- | ---- | -------------------- |
| 1    | Nueva Zelanda (H) | 9    | 3  | 3 | 0 | 0 | 27 | 5  | +22  | Fase final           |
| 2    | Fiyi              | 6    | 3  | 2 | 0 | 1 | 13 | 8  | +5   | Fase final           |
| 3    | Vanuatu           | 3    | 3  | 1 | 0 | 2 | 24 | 10 | +14  | Playoff 5°-8° puesto |
| 4    | Tonga             | 0    | 3  | 0 | 0 | 3 | 2  | 43 | −41  | Playoff 5°-8° puesto |

 Fuente: OFC
| 1 de octubre de 2023 | Fiyi                                                                           | 9–0     | Tonga | Pulman Arena, Auckland                              |                                                     |
|                      | - Khan 7' - Nand 12' 39' - Hughes 17' 25' - Baravilala 20' 22' 37' - Singh 25' | Reporte |       | Asistencia: 100 espectadores Árbitro(s): Rex Kamusu | Asistencia: 100 espectadores Árbitro(s): Rex Kamusu |

| 1 de octubre de 2023 | Nueva Zelanda                                                           | 6–3     | Vanuatu                              | Pulman Arena, Auckland                                  |                                                         |
|                      | - Manickum 1' - Ali 8' - Wisnewski 11' - Sharplin 18' 24' - Hawkins 19' | Reporte | - Coulon 27' - Lehi 29' - Donald 36' | Asistencia: 350 espectadores Árbitro(s): Majid Al Hatmi | Asistencia: 350 espectadores Árbitro(s): Majid Al Hatmi |

| 2 de octubre de 2023 | Tonga        | 2–20    | Vanuatu | Pulman Arena, Auckland                                   |                                                          |
|                      | Kefu 28' 33' | Reporte | - Donald 1' 15' - Timatua 10' 34' 37' 39' - Mesau 17' 34' - Nona 17' (pen.) 39' - Coulon 22' 33' 40' - Uhatahi 24' (a.g.) - Gete 28' 30' - Mahit 31' 32' 36' - Lehi 35' | Asistencia: 100 espectadores Árbitro(s): Yahya Alathwani | Asistencia: 100 espectadores Árbitro(s): Yahya Alathwani |

| 2 de octubre de 2023 | Nueva Zelanda                                                                               | 7–2     | Fiyi                         | Pulman Arena, Auckland                                  |                                                         |
|                      | - Martin 5' - Radrigai 6' (a.g.) - Ditfort 11' 27' - Ali 21' - Wisnewski 22' - Sharplin 23' | Reporte | - Khan 12' - Waranaivalu 38' | Asistencia: 432 espectadores Árbitro(s): Jonathon Moore | Asistencia: 432 espectadores Árbitro(s): Jonathon Moore |

| 4 de octubre de 2023 | Tonga | 0–14    | Nueva Zelanda | Pulman Arena, Auckland                                     |                                                            |
|                      |       | Reporte | - Manickum 2' - Ashby-Peckham 9' 10' 31' - Dittfort 11' - Martin 15' 37' - Twigg 16' - Hawkins 16' - Ali 20' 31' - Paulsen 28' 29' - Otukolo 33' (a.g.) | Asistencia: 180 espectadores Árbitro(s): Charlemagne Waheo | Asistencia: 180 espectadores Árbitro(s): Charlemagne Waheo |

| 4 de octubre de 2023 | Vanuatu     | 1–2     | Fiyi                         | Pulman Arena, Auckland                              |                                                     |
|                      | Timatua 31' | Reporte | - Waranaivalu 7' - Hughes 9' | Asistencia: 102 espectadores Árbitro(s): Rex Kamusu | Asistencia: 102 espectadores Árbitro(s): Rex Kamusu |

### Grupo B
| Pos. | Equipo          | Pts. | PJ | G | E | P | GF | GC | Dif. | Clasificación        |
| ---- | --------------- | ---- | -- | - | - | - | -- | -- | ---- | -------------------- |
| 1    | Tahití          | 7    | 3  | 2 | 1 | 0 | 15 | 8  | +7   | Fase final           |
| 2    | Islas Salomón   | 5    | 3  | 1 | 2 | 0 | 20 | 9  | +11  | Fase final           |
| 3    | Nueva Caledonia | 4    | 3  | 1 | 1 | 1 | 12 | 9  | +3   | Playoff 5°-8° puesto |
| 4    | Samoa           | 0    | 3  | 0 | 0 | 3 | 4  | 25 | −21  | Playoff 5°-8° puesto |

 Fuente: OFC
| 1 de octubre de 2023 | Tahití                                                  | 5–0     | Samoa | Pulman Arena, Auckland                               |                                                      |
|                      | - M. Maihuri 16' 35' - Tinomoe 28' - K. Maihuri 29' 33' | Reporte |       | Asistencia: 123 espectadores Árbitro(s): Huynh Thanh | Asistencia: 123 espectadores Árbitro(s): Huynh Thanh |

| 1 de octubre de 2023 | Islas Salomón     | 2–2     | Nueva Caledonia      | Pulman Arena, Auckland                                |                                                       |
|                      | Lea'alafa 21' 29' | Reporte | - Pei 5' - Hmaen 15' | Asistencia: 135 espectadores Árbitro(s): Antony Riley | Asistencia: 135 espectadores Árbitro(s): Antony Riley |

| 2 de octubre de 2023 | Samoa                      | 2–7     | Nueva Caledonia                                                           | Pulman Arena, Auckland                                        |                                                               |
|                      | - Tumua Leo 14' - To'o 38' | Reporte | - Foubert 4' 33' - Hmaen 10' - Pei 16' - Ponidja 26' 37' - Boussemart 29' | Asistencia: 105 espectadores Árbitro(s): Norafendy Norhayalan | Asistencia: 105 espectadores Árbitro(s): Norafendy Norhayalan |

| 2 de octubre de 2023 | Islas Salomón                                            | 5–5     | Tahití                                                    | Pulman Arena, Auckland                                  |                                                         |
|                      | - Otainao 3' - Lea'alafa 17' - Do'oro 28' 31' - Mana 38' | Reporte | - M.Maihuri 23' - V. Tinomoe 24' 32' - T. Tinomoe 34' 36' | Asistencia: 120 espectadores Árbitro(s): Chris Sinclair | Asistencia: 120 espectadores Árbitro(s): Chris Sinclair |

| 4 de octubre de 2023 | Samoa                       | 2–13    | Islas Salomón | Pulman Arena, Auckland                                  |                                                         |
|                      | - Tumua 30' - Fa'amatau 31' | Reporte | - Stevenson 2' 16' - Mana 3' 34' - Alatina Talilai 4', a.g.' - Lea'alafa 9' 10' 20' 23' - Do'oro 21' 37' - Bunabo 25' - Misitana 28' | Asistencia: 100 espectadores Árbitro(s): Majid Al Hatmi | Asistencia: 100 espectadores Árbitro(s): Majid Al Hatmi |

| 4 de octubre de 2022 | Nueva Caledonia             | 3–5     | Tahití                                                         | Pulman Arena, Auckland                                |                                                       |
|                      | - Foubert 2' 35' - Jiako 5' | Reporte | - V.Tinomoe 4' 21' - T.Tinomoe 9' - M.Maihuri 14' - Riaria 35' | Asistencia: 145 espectadores Árbitro(s): Antony Riley | Asistencia: 145 espectadores Árbitro(s): Antony Riley |

## Rondas de colocación

### Quinto a octavo lugar
|  | Play-off semifinales | Play-off semifinales |                      |    | Quinto lugar | Quinto lugar |
|  |                      |                      |                      |    |              |              |
|  | 5 Octubre – Auckland |                      |                      |    |              |              |
|  |                      |                      |                      |    |              |              |
|  | Vanuatu              | 6                    |                      |    |              |              |
|  | Vanuatu              | 6                    | 7 Octubre – Auckland |    |              |              |
|  | Samoa                | 3                    |                      |    |              |              |
|  | Samoa                | 3                    | Vanuatu              | 3  |              |              |
|  | 5 Octubre – Auckland |                      | Vanuatu              | 3  |              |              |
|  |                      | Nueva Caledonia      | 5                    |    |              |              |
|  | Nueva Caledonia      | Nueva Caledonia      | 5                    | 11 |              |              |
|  | Nueva Caledonia      |                      |                      | 11 |              |              |
|  | Tonga                | 0                    |                      |    |              |              |
|  | Tonga                | 0                    | Séptimo lugar        |    |              |              |
|  |                      |                      |                      |    |              |              |
|  | 7 Octubre – Auckland |                      |                      |    |              |              |
|  |                      |                      |                      |    |              |              |
|  | Samoa                | 4                    |                      |    |              |              |
|  | Samoa                | 4                    |                      |    |              |              |
|  | Tonga                | 3                    |                      |    |              |              |

### Semifinales del quinto y séptimo lugar
| 5 de octubre de 2023 | Nueva Caledonia                                                                                                   | 11–0    | Tonga | Pulman Arena, Auckland                               |                                                      |
|                      | - Hmaen 8' - Upa 14' 32' - Warekaicane 16' - Ue 17' - Jiako 23' 25' 26' - Foubert 34' - Cawa 38' - Guillemain 39' | Reporte |       | Asistencia: 102 espectadores Árbitro(s): Philip Mana | Asistencia: 102 espectadores Árbitro(s): Philip Mana |

| 5 de octubre de 2023 | Vanuatu                                                 | 6–3     | Samoa                             | Pulman Arena, Auckland                                  |                                                         |
|                      | - Timatua 5' 28' - Joseph 9' 32' 33' - Berukilukilu 36' | Reporte | - Taualai 13' - Tumua Leo 13' 38' | Asistencia: 120 espectadores Árbitro(s): Jonathon Moore | Asistencia: 120 espectadores Árbitro(s): Jonathon Moore |

### Séptimo lugar
| 7 de octubre de 2023 | Tonga                                               | 3–4     | Samoa                              | Pulman Arena, Auckland                                    |                                                           |
|                      | - Polovili 5' - Falepapalangi 17' - Manu'olevao 34' | Reporte | - Taualai 6' 29' 39' - Nanumea 31' | Asistencia: 178 espectadores Árbitro(s): Arnaud Llambrich | Asistencia: 178 espectadores Árbitro(s): Arnaud Llambrich |

### Quinto lugar
| 7 de octubre de 2023 | Nueva Caledonia                                   | 5–3     | Vanuatu                           | Pulman Arena, Auckland                                        |                                                               |
|                      | - Hmaen 16' - Upa 23' - Foubert 25' - Pei 35' 37' | Reporte | - Lehi 3' - Joseph 6' - Mesau 20' | Asistencia: 110 espectadores Árbitro(s): Norafendy Norhayalan | Asistencia: 110 espectadores Árbitro(s): Norafendy Norhayalan |

## Fase final

### Semifinales y final
|  | Semi-finals          | Semi-finals |                      |   | Final | Final |
|  |                      |             |                      |   |       |       |
|  | 5 Octubre - Auckland |             |                      |   |       |       |
|  |                      |             |                      |   |       |       |
|  | Nueva Zelanda        | 4           |                      |   |       |       |
|  | Nueva Zelanda        | 4           | 7 Octubre - Auckland |   |       |       |
|  | Islas Salomón        | 2           |                      |   |       |       |
|  | Islas Salomón        | 2           | Nueva Zelanda        | 5 |       |       |
|  | 5 Octubre - Auckland |             | Nueva Zelanda        | 5 |       |       |
|  |                      | Tahití      | 0                    |   |       |       |
|  | Tahití               | Tahití      | 0                    | 7 |       |       |
|  | Tahití               |             |                      | 7 |       |       |
|  | Fiyi                 | 3           |                      |   |       |       |
|  | Fiyi                 | 3           | Third place match    |   |       |       |
|  |                      |             |                      |   |       |       |
|  | 7 Octubre - Auckland |             |                      |   |       |       |
|  |                      |             |                      |   |       |       |
|  | Islas Salomón        | 5           |                      |   |       |       |
|  | Islas Salomón        | 5           |                      |   |       |       |
|  | Fiyi                 | 3           |                      |   |       |       |

| Bandera de Nueva Zelanda          |
| Campeón Nueva Zelanda 2.do título |

### Semifinales
| 5 de octubre de 2023 | Tahití                                                     | 7–3     | Fiyi                                            | Pulman Arena, Auckland                                  |                                                         |
|                      | - Riaria 6' 12' 17' 37' - T.Tinomoe 31' 38' - Hirihiri 39' | Reporte | - Matanisiga 8' - Radrigai 19' - Baravilala 20' | Asistencia: 300 espectadores Árbitro(s): Chris Sinclair | Asistencia: 300 espectadores Árbitro(s): Chris Sinclair |

| 5 de octubre de 2023 | Nueva Zelanda                                                    | 4–2     | Islas Salomón            | Pulman Arena, Auckland                                  |                                                         |
|                      | - Wisnewski 3' - Ashby-Beckham 17' - Sharplin 27' - Atamanov 39' | Reporte | - Otainao 25' - Mana 39' | Asistencia: 550 espectadores Árbitro(s): Majid Al Hatmi | Asistencia: 550 espectadores Árbitro(s): Majid Al Hatmi |

### Tercer lugar
| 7 de octubre de 2023 | Fiyi                                     | 3–5     | Islas Salomón                              | Pulman Arena, Auckland                                |                                                       |
|                      | - Hughes 27' 35' - Baravilala 39' (pen.) | Reporte | - Otainao 10' - Mana 15' 36' 37' - Sia 38' | Asistencia: 382 espectadores Árbitro(s): Antony Riley | Asistencia: 382 espectadores Árbitro(s): Antony Riley |

### Final
| 7 de octubre de 2023 | Tahití | 0–5     | Nueva Zelanda                                                           | Pulman Arena, Auckland                                |                                                       |
|                      |        | Reporte | - Ashby-Peckham 5' - Ditfort 27' - Picken 28' - Manickum 32' - Grey 38' | Asistencia: 1,300 espectadores Árbitro(s): Rex Kamusu | Asistencia: 1,300 espectadores Árbitro(s): Rex Kamusu |

| Tahití | Nueva Zelanda |

| ARQ            | 14 | Puarea Roe       |     |
| DEF            | 2  | Matana Bea       |     |
| DEL            | 5  | Michel Maihuri   |     |
| DEL            | 7  | Akareva Riaria   |     |
| DEL            | 10 | Tetuanui Tinomoe |     |
| Sustitutos:    |    |                  |     |
| ARQ            | 1  | Maungaroa Angia  |     |
| DEF            | 3  | Kai'anu Flores   |     |
| MED            | 4  | Vincent Tinomoe  |     |
| DEF            | 5  | Keanu Maihuri    |     |
| MED            | 8  | Olivier Hirihiri | 27' |
| DEL            | 9  | Roberto Patira   |     |
| DEL            | 11 | Scotty Opeta     |     |
| DEL            | 12 | Teivarii Kaiha   | 8'  |
| MED            | 13 | Tamati Iotua     |     |
| Entrenador:    |    |                  |     |
| Temuri Ariitai |    |                  |     |

| ARQ           | 1  | Mike Antamanov        |     |
| DEF           | 8  | Logan Wisnewski       |     |
| DEL           | 6  | Rahan Ali             |     |
| DEL           | 10 | Dylan Manickum        |     |
| DEL           | 11 | Jordan Ditfort        |     |
| Sustitutos:   |    |                       |     |
| ARQ           | 12 | Patrick Steele        |     |
| DEF           | 5  | Thomas Picken         |     |
| DEF           | 7  | Ethan Martin          |     |
| DEF           | 13 | Oban Hawkins          | 8'  |
| DEF           | 14 | Casey Sharplin        |     |
| DEL           | 2  | Adam Paulsen          |     |
| DEL           | 3  | Hamish Grey           |     |
| DEL           | 4  | Art Twigg             |     |
| DEL           | 9  | Stephen Ashby-Peckham | 31' |
| Entrenador:   |    |                       |     |
| Marvin Eakins |    |                       |     |

## Campeón
|                                          |
| Bandera de Nueva Zelanda                 |
| Campeón invicto Nueva Zelanda 2.º título |

## Clasificados a laCopa Mundial de fútbol sala de la FIFA 2024
| Equipo        | Fecha de clasificación | Apariciones anteriores |
| ------------- | ---------------------- | ---------------------- |
| Nueva Zelanda | 7 de octubre de 2023   | 0 (debut)              |

## Premios
| Premio           | Jugador         |
| ---------------- | --------------- |
| Balón de Oro     | Dylan Manickum  |
| Bota de Oro      | Micah Lea'alafa |
| Guantes de Oro   | Mike Antamanov  |
| Premio Fair Play | Vanuatu         |

## Goleadores
7 goles
- Micah Lea'alafa

6 goles
- Nicolas Foubert
- Jayson Timatua

5 goles
- Filipe Baravilala
- Stephen Ashby-Beckham
- Elis Mana
- Akareva Riaria
- Tetuanui Tinomoe
- Vincent Tinomoe

4 goles
- Bruce Hughes
- Emmanuel Hmaen
- Anicet Jiako
- Christ Pei
- Rahan Ali
- Jordan Ditfort
- Casey Sharplin
- Vaa Taualai
- Calvin Do'oro
- Michel Maihuri
- Michel Coulon
- Keshly Joseph
- Kemly Lehi

3 goles
- Jymaël Upa
- Dylan Manickum
- Ethan Martin
- Logan Wisnewski
- Michael Tumua Leo
- Charlie Otainao
- Kevin Donald
- George Mahit
- Steve Nona

2 goles
- Ramzan Khan
- Merrill Nand
- Tevita Waranaivalu
- Andre Ponidja
- Oban Hawkins
- Adam Paulsen
- George Stevenson
- Júnior Mana
- Keanu Maihuri
- Christopher Kefu
- Martin Gete
- Sandy Mesau

1 gol
- Setareki Hughes
- Gabiriele Matanisiga
- Dave Radrigai
- Rajneel Singh
- Rémi Boussemart
- Christopher Cawa
- Stevens Guillemain
- Ridge Ue
- Adolphe Warekaicane
- Mike Antamanov
- Hamish Grey
- Thomas Picken
- Art Twigg
- Jefferson Fa'amatau
- Falaniko Nanumea
- Tavita To'o
- Dilo Tumua
- Owen Bunabo
- Clifford Misitana
- Marlon Sia
- Olivier Hirihiri
- Tevita Falepapalangi
- Maloni Manu'olevao
- Hemaloto Polovili
- Yassin Berukilukilu

Autogoles
- Dave Radrigai (ante Nueva Zelanda)
- Darren Alatina Talilai (ante Islas Salomón)
- Semisi Otukolo (ante Nueva Zelanda)
- Pita Uhatahi (ante Vanuatu)